# 莲花镇 (衢州市)
莲花镇，是中国浙江省衢州市衢江区所辖的一个镇。 

## 下辖行政区
下辖：
华垅村、西山下村、外黄村、缸窑头村、毛桐山村、大路口村、莲花村、山外村、上余村、五坦村、莲东村、犁金园村、耿山村、杜山沿村、涧峰村、月山村、东湖畈村、清莲村、桥东村、里黄村、桥丰村、朱杨村、黄营村和十里丰农场。